# Free-Patri-Ation
Albums de Patrice
Raw and Uncut
(2006) One
(2010)
Free-Patri-Ation est le cinquième album studio de Patrice, paru en 2008. La chanson Clouds en est le single. L'album a été suivi par une grande tournée.

## Titres
1. Clouds
2. Another One
3. Dove of Peace
4. It is Me
5. Praise his Name
6. Same Ol' Story
7. Justified
8. He don't Answer
9. No Screwface
10. Appreci-luv
11. Do Things to You
12. Speeding into the Dark